# Musselkanaal
Musselkanaal est un village néerlandais de la commune de Stadskanaal, situé dans la province de Groningue, le long du Stadskanaal, qui s'appelle localement Musselkanaal.

## Géographie
Situé le long du Stadskanaal, Musselkanaal est un vrai village-rue, ou plutôt un village-canal, construit essentiellement le long des deux rives du canal. Le village longe la frontière avec la province de Drenthe. Il s'étend de la quatrième écluse (en comptant à partir de Groningue, jusqu'à la frontière avant la commune de Vlagtwedde, au-delà le carrefour du Musselkanaal avec le Canal du Mussel-Aa. 

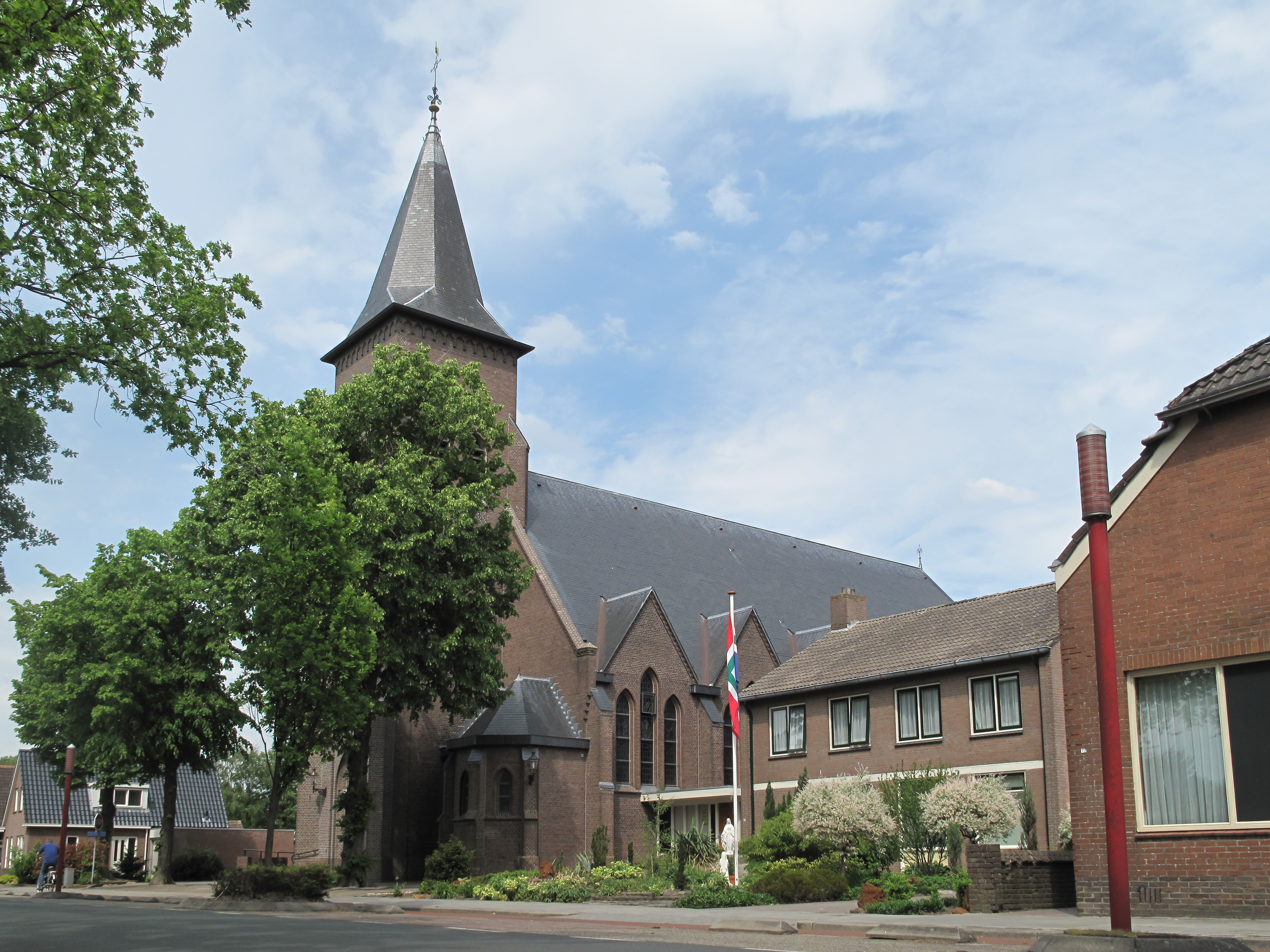
église

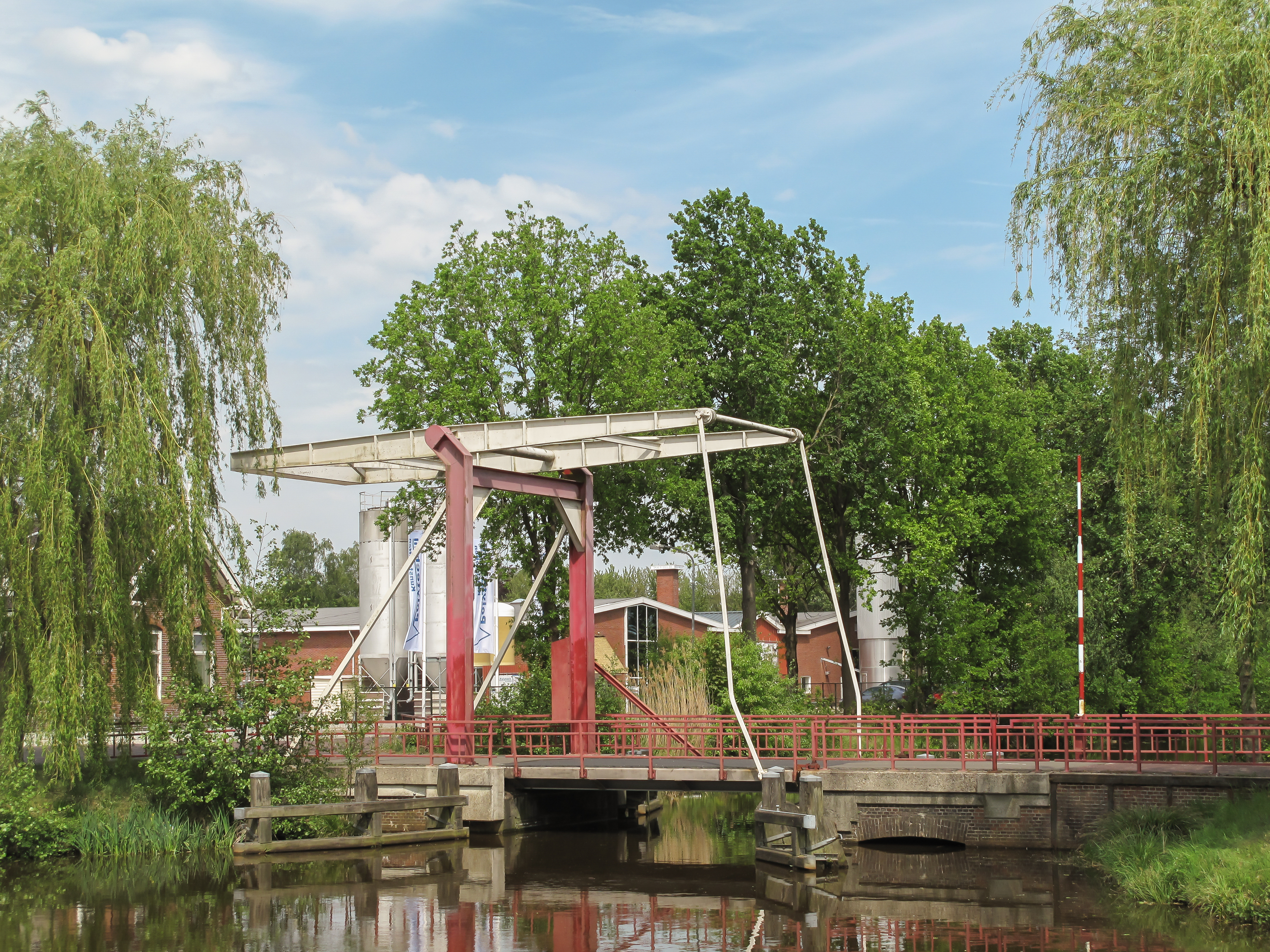
pont basculant

## Histoire
Même si l'endroit a été habité avant le XIXe siècle, le village de Musselkanaal s'est surtout développé après l'achèvement du canal du même nom, la prolongation du Stadskanaal, vers le milieu du XIXe siècle. Avant ce développement, le nom donné communément à cet endroit habité était Horsten, ce qui correspond aujourd'hui à un hameau au nord du village. En 1853, le canal atteignit le point où aujourd'hui se trouve le pont d'IJzeren Klap, et où le canal reçoit le canal de traverse du Valthermond. 